# بومک
روستا ییلاقی بخش مرکزی شهرستان نور .

## مردم
مردم این روستا از طایفه بزرگ و سرشناس لونج بوده که در فصل بهار و تابستان برای گذراندن روز های گرم سال و پرورش دام به این روستا و روستا هلوپشته کوچ می‌کنند .

## آب و هوا
روستای ییلاقی بیمک در ارتفاع ۱۹۴۰ متری از سطح دریا قرار دارد.
این روستا به دلیل ارتفاع بالا ، قرار گیری در مسیر نسیم و باد های قله سیاه سنگ و نزدیکی با رودخانه در فصل بهار و تابستان آب و هوایی خنک و بهاری دارد . اما این ییلاق در فصل زمستان بدلیل سرما زیاد و یخبندان شرایط زندگی را ندارد. 
همچنین این روستا در بعضی از روز ها دچار مه گرفتگی و بارش شبنم شده و به همین سبب بسیار سرسبز است.
این روستا دارای آب لوله کشی است و  از چشمه های قله سیاه سنگ تامین شده و این  آب دارای املاح معدنی و بسیار گوارا است.

## گردشگری
از مناطق معروف این روستا می‌توان به آبشار زیبای آن اشاره کرد.
همچنین روسای بیمک در مجاورت رودخانه ، جنگل و مراتع سرسبز است .
این روستا بخاطر جو مه و بارش شبنم و بارندگی بسیار سرسبز و پوشیده از گل و گیاه می‌باشد.